# Warren Maxwell
Warren Maxwell (* 15. Dezember 1952) ist ein ehemaliger britischer Eiskunstläufer, der im Eistanz startete.
Seine Eistanzpartnerin war Janet Thompson. An ihrer Seite gewann er bei der Weltmeisterschaft 1977 in Tokio die Silbermedaille hinter Irina Moissejewa und Andrei Minenkow aus der Sowjetunion. Es blieb die einzige Medaille des Eistanzpaares. Die ersten Olympischen Spiele, bei denen Eistanz im Programm war, beendeten Thompson und Maxwell 1976 in Innsbruck auf dem achten Platz. 

## Ergebnisse

### Eistanz
(mit Janet Thompson)
| Wettbewerb / Jahr         | 1974 | 1975 | 1976 | 1977 | 1978 | 1979 |
| ------------------------- | ---- | ---- | ---- | ---- | ---- | ---- |
| Olympische Winterspiele   |      |      | 8.   |      |      |      |
| Weltmeisterschaften       | 11.  | 8.   | 6.   | 2.   | 4.   | 5.   |
| Europameisterschaften     | 8.   | 7.   | 8.   | 4.   | 4.   |      |
| Britische Meisterschaften |      |      |      | 1.   | 1.   |      |